# 南方獎
南方獎 — 全球華人影片競賽，是由社團法人台灣南方影像學會舉辦的獎項，在2003年設立於南方影展的競賽單元。由於歷屆參展的競賽影片水平相當高，曾被譽為「金馬獎前哨站」，於2011年後轉型關注全球華人/語之獨立電影作品為主，並希冀成為亞洲獨立電影之發聲可能地。競賽核心價值為 — 將影展視為影像媒介與公共議題平台，面對觀眾方，影展得以呈現具前衛、獨特或爭議的影像美學，以此為基底，作為全球、在地環境與常民文化影像的敘事方式。對創作方以鼓勵作品核心內涵，具有社會議題穿透性及電影語言開創性為原則。

## 歷史沿革
2011年曾因經費縮減，而被迫停辦一屆該競賽單元。並於2014年競賽辦法修訂後，為擴大參與並鼓勵文化交流，將徵選條件改為「不限華人身分之影像創作者，僅作品與華人議題相關」皆可參加競賽。

## 獎項
- 南方首獎[7]
  - 最佳劇情片獎
    - 劇情長片獎
    - 劇情短片獎

  - 最佳紀錄片獎
    - 紀錄長片獎
    - 紀錄短片獎

  - 最佳動畫片獎
  - 最佳實驗片獎

另設有以下「特別獎」：
- 南方新人獎
- 勇於創新獎
- 評審推薦獎
- 人權關懷獎(由育和春基金會獨立評選並贊助獎金)
- 市民影像獎(更名為台南影像獎)
- 金光學生獎(包含金光學生青少年評審團獎、金光學生海報獎、金光學生醫療獎、金光學生獎首獎。由崇恩牙醫、崇藝術空間獨立評選並贊助獎金)
- 智冠動畫獎(停頒)

## 歷屆首獎
| 年份   | 屆次   | 影片                 | 導演            |
| ------ | ------ | -------------------- | --------------- |
| 2003年 | 第3屆  | 《浪人》             | 羅興階          |
| 2004年 | 第4屆  | 《無米樂》           | 顏蘭權 、莊益增 |
| 2005年 | 第5屆  | 《海巡尖兵》         | 林書宇          |
| 2006年 | 第6屆  | 《在中寮相遇》       | 黃淑梅          |
| 2007年 | 第7屆  | 《寶島曼波》         | 黃淑梅          |
| 2008年 | 第8屆  | 《油症—與毒共存》    | 蔡崇隆          |
| 2009年 | 第9屆  | 《再見北京》         | 張天輝          |
| 2010年 | 第10屆 | 《牽阮的手》         | 顏蘭權、莊益增  |
| 2011年 | 第11屆 | 停辦                 | 停辦            |
| 2012年 | 第12屆 | 從缺                 | 從缺            |
| 2013年 | 第13屆 | 《三峽啊》           | 王利波          |
| 2014年 | 第14屆 | 《冰毒》             | 趙德胤          |
| 2015年 | 第15屆 | 《革命進行式》       | 陳麗貴          |
| 2015年 | 第15屆 | 《靈山》             | 蘇弘恩          |
| 2016年 | 第16屆 | 《日曜日式散步者》   | 黃亞歷          |
| 2017年 | 第17屆 | 《徐自強的練習題》   | 紀岳君          |
| 2018年 | 第18屆 | 《街頭》             | 江偉華          |
| 2019年 | 第19屆 | 《看無風景》         | 詹博鈞          |
| 2020年 | 第20屆 | 《夜更》             | 郭臻            |
| 2022年 | 第21屆 | 《KAREN》            | 廖克發          |
| 2024年 | 第22屆 | 《顏色擷取樣本.mov》 | 陳卓斯、王紀堯  |

## 外部連結
- 官方网站
- YouTube上的南方獎頻道
- 南方獎的Facebook專頁
- 社團法人台灣南方影像學會 （页面存档备份，存于）